# Boudriaa Ben Yadjis
Boudriaa Ben Yadjis è un comune dell'Algeria, situato nella provincia di Jijel.